# سكيليتون (ماينكرافت)
سكيليتون (ماينكرافت) (بالإنجليزية: Skelton) هو أحد شخصيات ووحوش ماينكرافت ويعد من شخصياتها الرئيسية، أبتكره ماركوس بيرسون وظهر لأول مرة في أول إصدار من ماينكرافت عام 2009، ويعد السكيليتون من أكثر شخصيات ماينكرافت شهرة.